# 菊川英賀
菊川 英賀（きくかわ えいが、生没年不詳）とは、江戸時代の浮世絵師。

## 来歴
菊川英山の門人。菊川を称し作画期は文政の頃とされるが、その他の事については不明。